# Intel·ligència artificial en la ficció

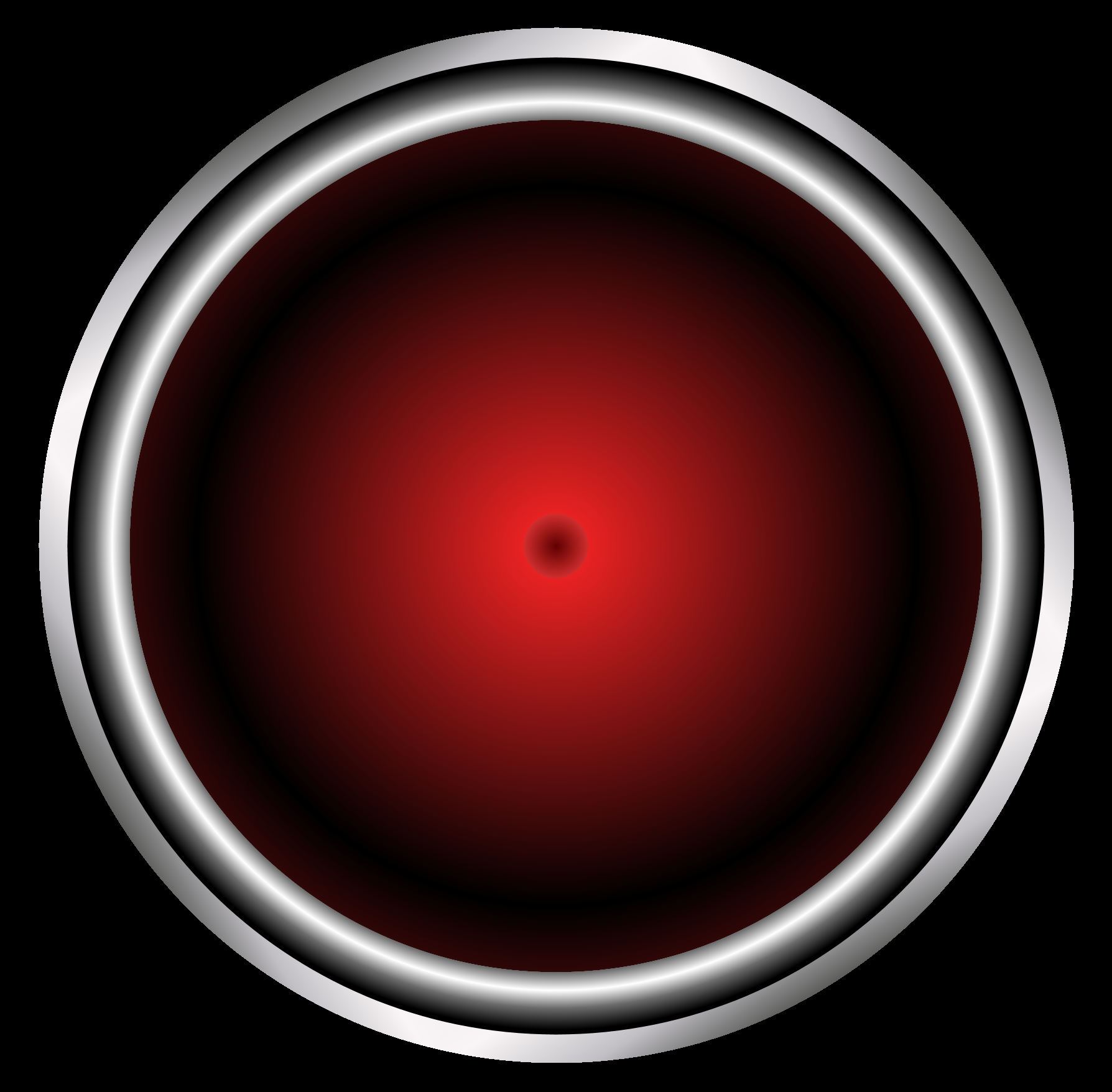
HAL 9000 en 2001: Una màquina intenta controlar la missió espacial.

Aquest article presenta diversos esments a la intel·ligència artificial en llibres, cinema i tradició. Encara que el terme Intel·ligència artificial va ser encunyat per John McCarthy en 1956, nombroses són els esments en literatura i ficció a entitats creades per l'home que demostren algun tret d'intel·ligència.

## Tradició i literatura
Una de les referències més antigues es troba en la tradició jueva: el Golem és un ésser d'argila creat mitjançant un procediment que imita la creació de l'home per Déu.
En la literatura existeixen també referències a éssers artificials amb intel·ligència creats per l'home, com ara Frankenstein (1818) o Pinotxo (1882).

## Autòmats intel·ligents
El Turc era un autòmat que jugava escacs. Construït en 1769, va derrotar, entre d'altres, a Napoleó Bonaparte i Benjamin Franklin. Més tard, es va descobrir que l'invent era una farsa.

## IA al cinema
Nombroses són les pel·lícules on es fa esment a la intel·ligència artificial. Entre les més populars es troben:
- 2001: A Space Odyssey, on HAL, un computador intel·ligent, comanda la nau espacial.
- Blade Runner, on el protagonista ha d'identificar replicants (cyborgs)
- The Terminator, on un robot intel·ligent provinent del futur ha de complir una missió.